# Kampung Pinang (Muara Sipongi)
Kampung Pinang is een bestuurslaag in het regentschap Mandailing Natal van de provincie Noord-Sumatra, Indonesië. Kampung Pinang telt 432 inwoners (volkstelling 2010).